# VDL Berkhof

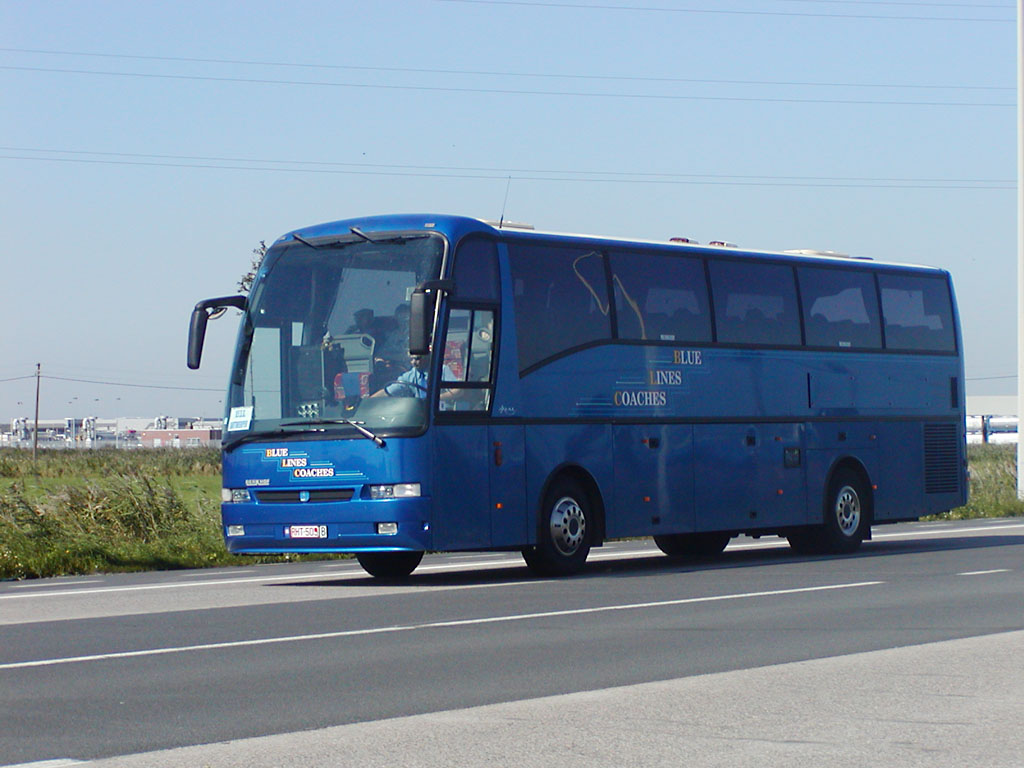
Reisebus Berkhof Axial 70

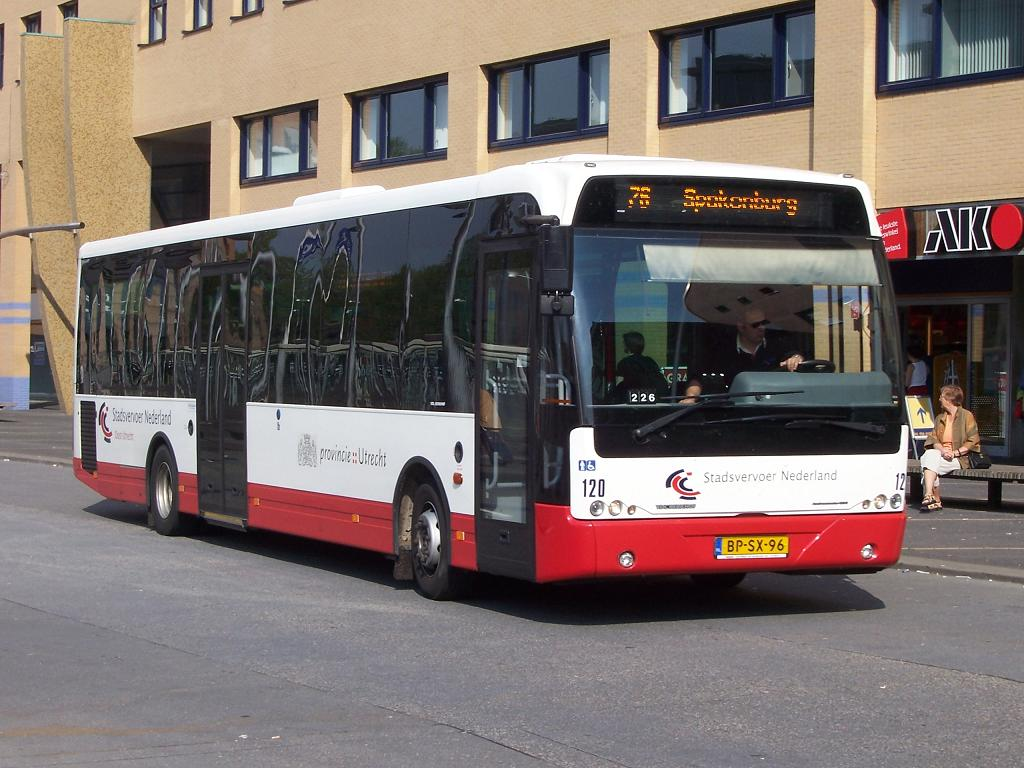
Linienbus Berkhof Ambassador 200

VDL Berkhof ist ein niederländischer Hersteller von Reise- und Linienbussen und Teil der von Pieter van der Leegte begründeten VDL Groep. Das 1970 unter dem Namen Carrosseriefabriek Berkhof gegründete Unternehmen begann mit zehn Mitarbeitern in den ersten eineinhalb Jahren ausschließlich mit der Reparatur von Bussen. Bis 1982 wuchs die Zahl der Mitarbeiter auf 80. Gebaut wurden Reisebusse vornehmlich auf DAF-Chassis.
1985 wurde die Produktion in ein neues, 10.000 Quadratmeter großes Werk in Valkenswaard verlagert. Mittlerweile waren dort 132 Personen beschäftigt. Im Jahr 1989 wurde das Werk um weitere 10.000 Quadratmeter erweitert, die Kapazität betrug 350 Fahrzeuge im Jahr.
1989 kam der Linienbushersteller Hainje im niederländischen Heerenveen mit einem jährlichen Ausstoß von 120 Fahrzeugen bei einer Belegschaft von 180 Personen hinzu. Der Markenname wurde in der Folge zugunsten von Berkhof aufgegeben.
Im Jahr 1994 wurde der belgische Hersteller VDL Jonckheere in Roeselare übernommen, ein Reisebushersteller mit einem Ausstoß von 400 Fahrzeugen pro Jahr und 500 Mitarbeitern. Die Berkhof Groep erreichte damit 1200 Beschäftigte.
1997 wurde die Unternehmensgruppe von Berkhof Groep in Berkhof Jonckheere Groep umbenannt. 1998 wurde sie von der VDL Groep übernommen, trägt allerdings erst seit 2003 auch offiziell den Namen VDL Berkhof.
In Valkenswaard werden bis heute die Reisebusse, unter anderem des Typs Berkhof Axial, in Heerenveen die Linienbusse, u. a. des Typs Berkhof Ambassador 200, gefertigt. Dazu kommen weitere Standorte der Busfertigung, allerdings innerhalb des Unternehmensverbundes VDL. Neben Omnibussen stellt Berkhof auch Oberleitungsbusse her.